# Andrew White (baloncestista)
Andrew Jackson White III (Richmond, Virginia, 16 de enero de 1993) es un baloncestista estadounidense que pertenece a la plantilla del Al Rayyan SC de Catar. Con 2,01 metros de estatura, juega en la posición de alero.

## Trayectoria deportiva

### Universidad
Comenzó su andadura universitaria en los Jayhawks de la Universidad de Kansas, donde jugó dos temporadas en las que apenas contó para su entrenador, promediando 2,3 puntos y 1,2 rebotes por partido. En 2014 fue transferido a los Cornhuskers de la Universidad de Nebraska, donde tras el año en blanco que impone la NCAA, jugó su temporada sénior, en la que promedió 16,6 puntos y 5,9 rebotes por encuentro.
Tras graduarse, jugó un año de postgrado con los Syracuse Orange, liderando al equipo en anotación, con 18,5 puntos por partido, batiendo además el récord de la universidad de triples con 112, superando los 107 que hasta ese momento tenía Gerry McNamara. Fue incluido esa temporada en el tercer mejor quinteto de la Atlantic Coast Conference.

### Profesional
Tras no ser elegido en el Draft de la NBA de 2017, disputó las Ligas de Verano de la NBA con los Cleveland Cavaliers, con los que en cinco partidos promedió 7,0 puntos y 2,4 rebotes. En agosto de 2017 firmó un contrato parcialmente garantizado con los Boston Celtics, pero fue cortado el 12 de octubre.
Poco después fichó como afiliado de los Celtics con los Maine Red Claws de la NBA G League, con los que en 24 partidos, 21 de ellos como titular, promedió 16,0 puntos y 5,4 rebotes. El 15 de enero de 2018 firmó un contrato dual con los Atlanta Hawks y su filial Erie BayHawks.
El 26 de julio de 2021, firma por el Büyükçekmece Basketbol de la Türkiye Basketbol 1. Ligi.
El 12 de diciembre de 2022, firma por los Brisbane Bullets de la National Basketball League (Australia).

## Estadísticas de su carrera en la NBA

### Temporada regular
| Año     | Equipo  | PJ | PT | MPP  | %TC  | %3P  | %TL  | RPP | APP | ROB | TPP | PPP |
| ------- | ------- | -- | -- | ---- | ---- | ---- | ---- | --- | --- | --- | --- | --- |
| 2017-18 | Atlanta | 15 | 0  | 13.9 | .342 | .367 | .250 | 2.3 | .4  | .2  | .1  | 4.6 |
| Total   | Total   | 15 | 0  | 13.9 | .342 | .367 | .250 | 2.3 | .4  | .2  | .1  | 4.6 |